# Nimali Liyanarachchi
Nimali Waliwarsha Konda Liyanarachchi Arachchige (singhalesisch නිමාලි වලිවර්ෂ කොණ්ඩා ලියනාරච්චි ආරච්චිගේ Nimāli Valivarṣa Koṇḍā Liyanāracci Āraccigē; * 19. September 1989 in Embilipitiya) ist eine sri-lankische Mittelstreckenläuferin, die sich auf die 800-Meter-Distanz spezialisiert hat.

## Sportliche Laufbahn
Erstmals trat Nimali Liyanarachchi bei den Asienmeisterschaften 2013 im indischen Pune in Erscheinung und belegte dort in 2:05,87 min den vierten Platz über 800 Meter. Im Jahr darauf schied sie bei den Commonwealth Games in Glasgow mit 2:08,31 min im Vorlauf aus und 2015 gewann sie bei den Asienmeisterschaften in Wuhan in 2:03,94 min die Bronzemedaille hinter der Inderin Tintu Lukka und Zhao Jing aus China. Anschließend scheiterte sie bei den Militärweltspielen im südkoreanischen Mungyeong mit 2:10,75 min in der ersten Runde. 2016 gewann sie bei den Hallenasienmeisterschaften in Doha mit neuem Landesrekord von 2:4,88 min die Silbermedaille hinter der Bahrainerin Marta Hirpato Yota. Kurz zuvor siegte sie bei den Südasienspielen in Guwahati in 2:09,40 min über 800 Meter und gewann mit der sri-lankischen 4-mal-400-Meter-Staffel in 3:38,89 min die Silbermedaille hinter dem Team aus Indien.
2017 siegte sie dann bei den Asienmeisterschaften in Bhubaneswar in 2:05,23 min vor ihrer Landsfrau Gayanthika Abeyrathne und erhielt damit auch ein Freilos für die Weltmeisterschaften in London, bei denen sie mit 2:08,49 min bereits in der Vorrunde ausschied. Im Jahr darauf gewann sie bei den Hallenasienmeisterschaften in Teheran in 2:10,83 min die Bronzemedaille hinter den Chinesinnen Wang Chunyu und Hu Zhiying. Anschließend nahm sie an den Commonwealth Games im australischen Gold Coast teil und schied dort mit 2:08,52 min in der Vorrunde aus. Auch bei den Asienspielen Ende August in Jakarta verfehlte sie mit 2:06,74 min knapp einen Finaleinzug. 2019 klassierte sie sich bei den Asienmeisterschaften in Doha in 2:08,69 min auf dem siebten Rang und wurde mit der sri-lankischen 4-mal-400-Meter-Staffel in 3:35,06 min Vierte. Ende Oktober gewann sie bei den Militärweltspielen in Wuhan in 2:06,14 min die Silbermedaille über 800 Meter hinter der Ukrainerin Natalija Krol. Zudem belegte sie im 1500-Meter-Lauf in 4:31,85 min Rang acht und wurde mit der Staffel in 3:43,33 min Vierte. 2021 nahm sie dank einer Wildcard an den Olympischen Spielen in Tokio teil, schied dort aber mit 2:10,23 min in der ersten Runde aus.
2009 wurde Nimali sri-lankische Meisterin im Hindernislauf, 2010 über 5000 Meter sowie 2012 im 400-Meter-Hürdenlauf. 2013, 2015 und 2016 sowie 2018 und 2019 siegte sie im 800-Meter-Lauf. Zudem siegte sie 2016 auch über 400 Meter und 2019 über 1500 Meter.

## Persönliche Bestleistungen
- 400 Meter: 54,29 s, 15. September 2018 in Colombo
- 800 Meter: 2:02,58 min, 9. April 2017 in Diyagama
  - 800 Meter (Halle): 2:04,88, 21. Februar 2016 in Doha (sri-lankischer Rekord)
- 1500 Meter: 4:15,86 min, 16. August 2019 in Colombo (sri-lankischer Rekord)
- 5000 Meter: 17:17,60 min, 8. September 2011 in Diyagama
- 400 m Hürden: 60,85 s, 30. November 2012 in Colombo
- 3000 m Hindernis: 10:47,76 min, 9. Juni 2011 in Diyagama